# Ma trận EFE
Ma trận EFE hay External Factor Evaluation Matrix - Ma trận đánh giá các yếu tố bên ngoài là mô hình thường được sử dụng trong quản trị chiến lược nhằm đánh giá các nhân tố bên ngoài liên quan đến tổ chức, công ty để ra quyết định chiến lược chính xác.

## Cấu trúc ma trận EFE
Mô hình ma trận EFE thường có 4 cột dọc và số cột ngang tuỳ theo nhu cầu. Cột đầu tiên chia làm 2 nhóm vấn đề chính là: 
- Các cơ hội đang có (opportunities):
- Các nguy cơ hiện hữu (threats):